# 蠕虫

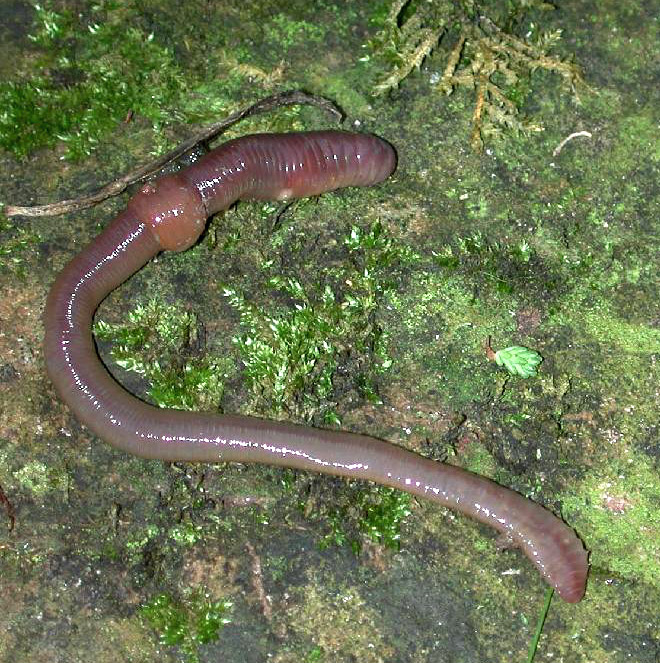
一只蚯蚓

蠕虫（worm）泛指任何外形呈长条状、身体较为柔软的无脊椎动物。“蠕虫”一词并不是严格的生物学名詞，而是个非正式分类，只形容指定生物在缺少宏观可见的附肢的形态下常见的、依赖改变各体节形状和相对位置来推动整体前进的运动方式（即所谓的“蠕动”），其涵盖的物种的属于完全不同的分类阶元，是个仅限于生物形态学上的多系群，与历史上林奈《自然系统》与拉马克《无脊椎动物的分类系统》中的蠕虫纲（Vermes）相对应。全球现有超过一百万种被俗称为蠕虫的生物，存在于自然界的各个角落，包括蚯蚓、水蛭、蛞蝓等主要依赖静水骨骼的软体生物，广义上甚至还可以涵盖一些实际上具有（整体刚度较低的）外骨骼和微小附肢的泛节肢动物，如昆虫幼虫（毛虫）、千足虫和天鹅绒虫等。而实际上具有内骨骼的蚓螈（一类无腿的两栖类脊椎动物）因其外形和所栖息的生态位与许多陆生环节动物、扁形动物和纽形动物相似，有时也会被误称作是蠕虫。
蠕虫依赖肌肉收缩交替改变身体不同部分的形状，并依次附着和离开地面进行运动。这种用身体一次次蹭着地面前进的运动方式被称为蠕动，故而得名。在动物分类学史上，蠕虫曾被认为是独立的，具有特殊类动物。但在分类学研究不断发展之后，人们发现蠕虫包括扁形动物门（Platyhelminthes）、线虫动物门（Nematoda）和棘头动物门（Acanthocephala）等完全不同类群所属的各种动物，具有重要意义的蠕虫种类几乎全部属于前两门。因此在分类学上，蠕虫这个名称已无意义；但大众习惯上仍沿用此词。
人类和禽畜被蠕虫寄生或传染引起的疾病统称为蠕虫病，包括囊虫病、棘球蚴病、蟠尾絲蟲症、血吸虫病、鞭虫病、麦地那龙线虫病。